# 渡利璃穏
渡利 璃穏（わたり りお、1991年9月19日 - ）は、島根県松江市出身の元女子レスリング選手。階級は63kg級。身長163cm。松江市立第一中学校、至学館高等学校、至学館大学を卒業、至学館大学レスリング部の出身。アイシンAWに所属。

## 経歴
松江レスリングクラブの出身で、松江市立第一中学校からレスリングの強豪である至学館高等学校、至学館大学へ進学し、現在はアイシンAWに所属している。
2008年、全日本ジュニアレスリング選手権大会（カデットの部）決勝でそれまで全国中学生選手権で3連覇を達成していた渡利より1学年上の佐藤文香を破って優勝する。世界ジュニア選手権に出場する。
2013年、全日本選手権で初優勝を飾る。
2014年、全日本選抜選手権の決勝で残り10秒から逆転勝ちで初優勝し世界選手権とアジア大会に初出場、アジア大会では優勝を飾った。
2015年の全日本選抜レスリング選手権大会では決勝で渡利の大学の後輩でもある川井梨紗子に敗れ、世界選手権には出場できなかった。世界選手権では75kg級以外の2016年リオデジャネイロオリンピック代表選手が内定したことを受けて、オリンピックに出場するために自身の階級である63kg級から一挙に75kg級まで上げてオリンピック出場を目指すことに決めた。1日5食以上を取り、食後にはプロテインも飲む生活で12kgの増量に取り組み始めた。12月の全日本選手権では69・3キロで辛うじて計量をパスすると、決勝では終了直前に逆転勝ちして優勝を飾った。
2016年3月にはリオデジャネイロオリンピックのアジア予選で優勝して、昨年の世界選手権で日本女子が唯一取り逃していた75kg級でのオリンピック出場権を獲得した。その後、全日本チャンピオンの鈴木博恵との実戦形式の練習を強化委員会が踏まえた上でオリンピック代表に選出された。しかし8月のリオデジャネイロオリンピックでは初戦で地元ブラジルのアリーネ・ダシルバフェレイラと対戦すると、1ポイント及ばず3-4で敗れた。結局、ダシルバフェレイラが決勝まで進めなかったこともあり、渡利も敗者復活戦には回れなかった。
ところが2016年11月24日、渡利が悪性リンパ腫の一種ホジキンリンパ腫で闘病していることが判明した。リオデジャネイロオリンピック前の7月の検査で異常が見つかり、五輪後の9月に病名が判明した。恩師の栄和人によると、「胸に腫瘍が見つかり、五輪後に病名が分かった。今は1週間入院して退院する状況」とのことである。
2018年6月に行われた全日本選抜選手権の68kg級で優勝、全日本選手権を制している土性沙羅が故障で試合を欠場していることにより、同年10月に開催の世界選手権の代表に選ばれたが、初戦で敗退。
渡利が目指していた女子68kg級は2019年11月の時点で東京五輪の代表が決まっておらず、翌月の全日本選手権の結果次第でオリンピック出場の可能性が残っていたが、渡利はこの全日本選手権に出場せず、現役を引退した。悪性リンパ腫による長期のブランクで、調整が思うようにいかず苦しんでいた。

## 主な戦歴
- 2006年：全国中学生レスリング選手権大会 優勝
- 2008年：全日本ジュニアレスリング選手権大会 優勝
- 2010年：全日本ジュニアレスリング選手権大会 優勝
- 2010年：ジュニアクイーンズカップ 優勝
- 2011年：FILAゴールデングランプリ決勝大会 優勝
- 2012年：全日本レスリング選手権大会 2位
- 2012年：レスリングアジア選手権 3位
- 2013年：FILAゴールデングランプリ決勝大会 3位
- 2013年：全日本レスリング選手権大会 優勝
- 2014年：全日本選抜レスリング選手権大会 優勝
- 2014年：アジア大会 優勝
- 2015年：全日本選抜レスリング選手権大会　2位
- 2015年：ゴールデングランプリ　3位(69kg級)
- 2015年：全日本レスリング選手権大会　優勝(75kg級)
- 2016年：リオデジャネイロオリンピック　アジア予選　優勝(75kg級)
- 2018年：2018年レスリング世界選手権　初戦敗退(68kg級)